# Гуджеротти, Клаудио
Клаудио Гуджеротти (итал. Claudio Gugerotti, род. 7 октября 1955, Верона, Италия) — итальянский куриальный кардинал и ватиканский дипломат. Титулярный архиепископ Равелло с 7 декабря 2001 по 30 сентября 2023. Апостольский нунций в Армении и Грузии с 7 декабря 2001 по 15 июля 2011. Апостольский нунций в Азербайджане с 13 декабря 2001 по 15 июля 2011. Апостольский нунций в Белоруссии с 15 июля 2011 по 13 ноября 2015. Апостольский нунций на Украине с 13 ноября 2015 по 4 июля 2020. Апостольский нунций в Великобритании с 4 июля 2020 по 21 ноября 2022. Префект Дикастерии по делам восточных церквей с 21 ноября 2022. Кардинал-дьякон с титулярной диаконией Сант-Амброджо-делла-Массима с 30 сентября 2023.

## Биография
Родился 7 октября 1955 года в итальянской Вероне.
Рукоположен во священники 29 мая 1982 года. С 1985 года работал секретарём кардинала Акилле Сильвестрини, занимавшего тогда пост главы Конгрегации по делам восточных церквей.
7 декабря 2001 года возведён в звание титулярного епископа Равелло и назначен Апостольским нунцием в Армении и Грузии, а 13 декабря и апостольским нунцием в Азербайджане. Епископская хиротония состоялась 6 января 2002 года в Соборе Святого Петра в Ватикане. Главным консекратором был папа Иоанн Павел II.
15 июля 2011 года сменил на посту апостольского нунция в Белоруссии Мартина Видовича.
13 ноября 2015 года назначен апостольским нунцием на Украине.
4 июля 2020 года назначен апостольским нунцием в Великобритании.
21 ноября 2022 года назначен префектом Дикастерии по делам восточных церквей.

## Кардинал
9 июля 2023 года Папа Франциск объявил, что планирует возвести Клаудио Гуджеротти в кардиналы на консистории, запланированной на 30 сентября 2023 года.
30 сентября 2023 года состоялась консистория на которой Клаудио Гуджеротти получил кардинальскую шапку, кардинальский перстень и титулярную диаконию Сант-Амброджо-делла-Массима.

## Награды
- Орден «За заслуги» III степени (22 августа 2020 года, Украина) — за весомый личный вклад в укрепление международного авторитета Украины, развитие межгосударственного сотрудничества, плодотворную общественную деятельность[6].
- Орден Франциска Скорины (7 марта 2017 года, Беларусь) — за значительный личный вклад в развитие культурного сотрудничества между Республикой Беларусь и Ватиканом[7][8].
- Орден Чести (16 сентября 2011 года, Грузия)[9][10].
- Медаль Мовсеса Хоренаци (18 июня 2012 года, Армения) — за укрепление двусторонних отношений между Арменией и Ватиканом, а также за вклад в развитие арменоведения[10][11][12].
- Орден Армянской Апостольской Церкви Святого Нерсеса Шнорали[10].
- Золотая медаль в честь святого апостола Варфоломея (Бакинская и Прикаспийская епархия РПЦ)[10].